# Джованні Паїзієлло
Джованні Паїзієлло  (італ. Giovanni Paisiello, 9 травня 1740, Таранто— 5 червня 1816, Неаполь) — італійський композитор, автор опер, майстер комічного реалізму.

## Життєпис
Народився у Роккафорцата, Таранто. Початкову освіту отримав у школі єзутів. Привернув на себе увагу чудовим дитячим голосом, що спонукало кервництво школи у 1754 р. направити його на навчання у консерваторію Сан Онофріо в місті Неаполь.

## В роки консерваторії (1754–1763)
Вже в роки навчання у консерваторії займався композицією. Написав декілька інтермедій. Одна з яких мала значний успіх у слухачів. Закінчив консерваторію в Неаполі під керівництвом Франческо Дуранте.

## Одруження після скандалу
Молодий Паїзієлло зав'язав любовні стосунки з Чечілією Палліні. Дівчина вимагала одруження. Дійшло до складання шлюбного договору. Але молодий Паїзієлло злякався неволі і відмовився від шлюбних обіцянок. Справу передали у суд, а молодика заарештували на декілька днів. Перебування у в'язниці (на думку Чечілії) «добре» вплинуло на Паїзієлло, надало тому рішучості, і він таки узяв шлюб з Чечілією Палліні.

## Дебют оперного композитора
У 1763 р. успішно дебютував як оперний композитор Болоньї.

## За контрактом у Петербурзі
1776 року на запрошення російської імператриці Катерини II прибув у Санкт-Петербург, де за контрактом на три роки обійняв щойно створену посаду придворного капельмейстера. Кар'єра музиканта виявилася в Петербурзі досить вдалою і по закінченню контракту його продовжили ще на 4 роки. Оперні вистави, створені Паїзіелло в російській столиці йшли на сценах Ермітажного театру і в передмісті Петербурга — в Китайському театрі (Царське Село).

## Удавані філософи
З огляду на тодішній репертуар цікавою постановкою була опера «Удавані філософи», прем'єра якої відбулася 3 лютого 1779 р. Вона так зацікавила вельможну публіку, що її давали двадцять разів. Катерина ІІ записала: «Я думаю, що Паїзіелло здатен примусити сміятися, плакати і вкладати в душу, у розум і в серце все, що йому заманеться, і я думаю, що він — чарівник».
Опера зараз має історичний інтерес через специфічну тогочасну стилістику, насиченість речитативом, використання стародавніх музичних інструментів. Тим не менше, її згадали і відтворили постановку спочатку в Голландії (літній Утрехтський фестиваль стародавньої музики), а потім у Петербурзі 2003 р. в межах російського фестивалю стародавньої музики «Олимьюзик».

## Останні роки
1784 року відвідав Варшаву, де була поставлена його ораторія «Страсті Христові». Встиг попрацювати у Неаполі, Відні, перебираючись від одного музичного центру до другого через династичні і несприятливі політичні зміни. З 1802 року отримав запрошення від Наполеона в Париж і прийняв його. Паїзієлло проводив музичні концерти в саду палацу Тюїльрі із зарплатнею в 10000 франків, на додаток до 4800 для проживання та харчування, але не мали успіху, як того очікував авантюрний Наполеон І, що ставився досить прихильно до старого композитора. Але його не сприймало нове покоління французьких слухачів.
1810 року зайняв місце померлого Йозефа Гайдна в Французькій академії. Помер у Неаполі.

## Вибрані твори
Загалом творча спадщина Паїзієлло налічує понад 100 опер, переважно опери-буфа. Найвідоміші його опери — «Служниця-господиня» (1781), «Севільський цирульник» (1782) — згадують головним чином завдяки однойменним операм на ті ж лібрето Перголезі й Россіні. Окрім опер, писав концерти, церковну музику і твори для арфи.
- «Базіка» (1764, Болонья)
- «Екстравагантні» (1765, Модена)
- «Танок кохання» (1765, Венеція)
- «Недбалий» (1765, Парма)
- «Відмова від шлюбу» (1766, Венеція)
- «Гордість Китаю» (1767, Неаполь)
- «Олімпія» (1768, Неаполь)
- «Служниця-господиня» (1769, Неаполь)
- «Дон Кіхот Ламанчський» (1769, Неаполь)
- «Зельміра», (1770, Неаполь)
- «Ганнібал у Турині» (1771, Турин)
- «Артаксеркс» (1771, Модена)
- «Семіраміда на віллі» (1772, Рим)
- «Монтесума» (1772, Рим)
- «Закоханий в жарти й насолоди» (1771, Неаполь)
- «Комічний коханець» (1772, Неаполь)
- «Землетрус у Могулі» (1773, Мілан)
- «Олександр Македонський в Індії» (1773, Модена)
- «Андромеда» (1774, Мілан)
- «Дуель» (1774, Неаполь)
- «Задоволення від богів» (1774, Неаполь)
- «Демофонт» (1775, Венеція)
- «Хитрий молодик» (1775, Падуя)
- «Великий Сід Компеадор» (1775, Флоренція)
- «Дві графині» (1776, Рим)
- «Поразка царя Дарія» (Рим, 1776)
- «Люсінда і Армідор» (1777, Санкт-Петербург)
- «Ахілл в Скіросі» (1778, Санкт-Петербург)
- «Удавані Філософи» (або «Уявні астрологи», 1779, Санкт-Петербург)
- «Несподіваний шлюб» (1779, театр на Кам'яному Острові, Санкт-Петербург)
- «Служниця-господиня» (1781, Китайський театр, Царське Село)
- «Смішна дуель» (1782, Китайський театр, Царське Село)
- «Севільський цирульник» (1782, Санкт-Петербург)
- «Король Теодор у Венеції» (1784, Відень)
- «Олімпійські ігри» (1786, Неаполь)
- «Федра» (1788, Неаполь)
- «Катон Утичний» (1789, Неаполь)
- «Ніна, або Шалено закохана» (1789, палацовий театр Казерта, Неаполь)
- «Даремні ревнощі» (1790, Неаполь)
- «Цариця Зенобія в Пальмірі» (1790, Неаполь)
- «Фанатик у Берліні» (1792, Неаполь)
- «Повернення Ідоменея» (1792, Перуджа)
- «Ельвіра» (1794, Неаполь)
- «Відмова цариці Дідони» (1794, Неаполь)
- «Ніна, або шалене кохання» (нова версія, 1795, Неаполь)
- «Андромаха» (1797, Неаполь)
- «Прозерпіна» (1803, Париж)
- «Еліза» (1807, Неаполь)
- «Піфагор» (1808, Неаполь)